# Реджіно (річка)
Реджіно (фр. Regino, корс. Reginu) — річка Корсики (Франція). Довжина 19,4 км, витік знаходиться на висоті 1 350 метрів над рівнем моря на схилах гори Сан Партео (San Parteo) (1680 м). Впадає в Середземне море, а саме в його складову частину Лігурійське море.
Протікає через комуни: Фелічето, Санта-Репарата-ді-Баланья, Спелонкато, Вілле-ді-Паразо, Окк'ятана, Бельгодер і тече територією департаменту Верхня Корсика та кантонами: Ле-Роуссе (l'Île-Rousse), Бельгодер (Belgodère).